# Flavius Domide
Flavius Domide, né le 11 mai 1946 à Arad en Roumanie, est un footballeur international roumain, qui évoluait au poste d'attaquant. 
Il compte 18 sélections et 3 buts en équipe nationale entre 1968 et 1972. 

## Biographie

### Carrière de joueur
Flavius Domide réalise l'intégralité de sa carrière professionnelle avec le club d'UTA Arad. Avec cette équipe, il remporte deux titres de champion de Roumanie.
Il joue six matchs en Coupe d'Europe des clubs champions. Le 17 septembre 1969, il inscrit un but en Coupe d'Europe face au club polonais du Legia Varsovie.
Il dispute un total de 332 matchs en première division roumaine, pour 75 buts inscrits.

### Carrière internationale

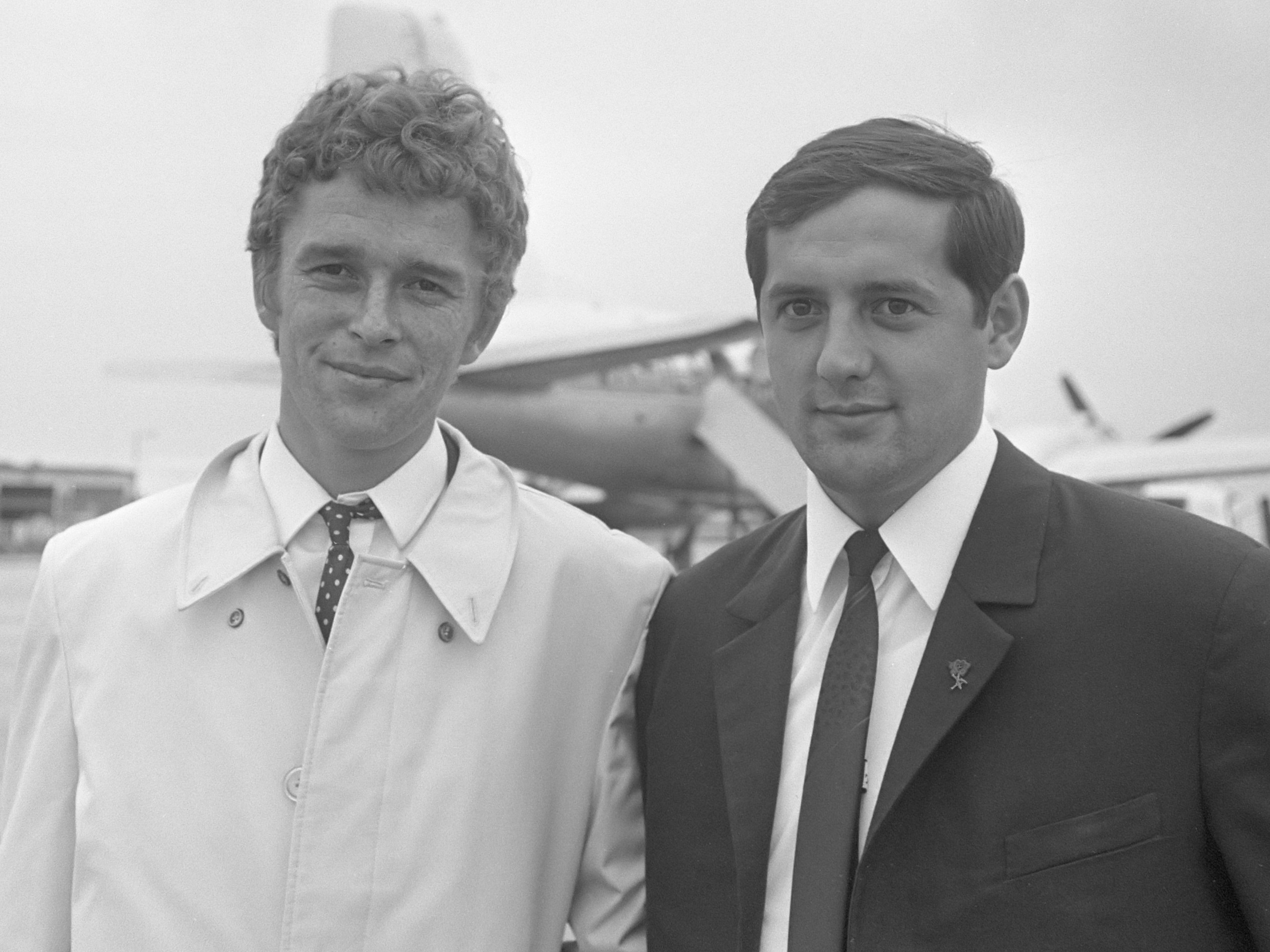
Domide (à gauche) au côté de Gheorghe Gornea (1970)

Il compte 18 sélections et 3 buts avec l'équipe de Roumanie entre 1968 et 1972.
Flavius Domide est convoqué pour la première fois par le sélectionneur national Angelo Niculescu pour un match amical contre l'Angleterre le 6 novembre 1968 (0-0). Par la suite, le 23 novembre 1968, il inscrit son premier but en sélection contre la Suisse, lors d'un match des éliminatoires de la Coupe du monde 1970 (victoire 2-0). Il reçoit sa dernière sélection le 20 septembre 1972 contre la Finlande (1-1).  
Il participe à la Coupe du monde de 1970, compétition lors de laquelle il joue aucune rencontre.

## Palmarès
- Avec l'UTA Arad :
  - Champion de Roumanie en 1969 et 1970